# Music: Original Motion Picture Soundtrack
Music - Songs from and Inspired by the Motion Picture es el noveno álbum de estudio y primer banda sonora de la cantante y compositora australiana Sia, cuyo lanzamiento se dio el 12 de febrero de 2021. El disco está en relación con el lanzamiento limitado de IMAX de la película Music, que fue dirigida y coescrita por Sia.

## Antecedentes y grabación
Sia no concibió a Music como una película musical. Dijo que sus amigos le dijeron que sería como «(tener) un pieza de Scrabble en blanco y no usarlo» si no hacía la película como musical. Afirmó que el presupuesto de la película aumentó de $4 millones a $16 millones de dólares con su transformación en un musical, ya que el estudio podría beneficiarse de la banda sonora.
Sia escribió 10 canciones para la banda sonora, todas incluidas en el álbum Music. Se espera que la versión de reparto se lance más adelante. El álbum también incluye canciones inspiradas en la película, como «Saved My Life», coescrita por Dua Lipa, que fue lanzada el 2 de mayo de 2020. Sia lo considera un álbum de estudio más que un álbum de banda sonora; la versión del reparto de la banda sonora saldrá pronto.

## Sencillos  y promoción
«Together» y el vídeo musical que lo acompaña fueron lanzados como el sencillo principal del álbum el 20 de mayo de 2020. «Courage to Change» fue lanzado como segundo sencillo el 24 de septiembre de 2020. El álbum se puso a la venta para pre-orden el 19 de noviembre de 2020, junto con el lanzamiento de «Hey Boy» como tercer sencillo. Sia anunció el tracklist del álbum el 13 de enero de 2021. El 14 de enero de 2021 se lanzó una versión alternativa de «Hey Boy» con el cantante nigeriano Burna Boy junto con un vídeo musical animado.
«Floating Through Space» fue lanzado originalmente como el primer sencillo promocional del álbum con la colaboración del DJ Francés David Guetta con su video musical el 4 de febrero de 2021, y fue enviado a la radio en Italia el 19 de febrero de 2021. Cinco de las canciones del álbum aparecen en la banda sonora de la película: «Together», «Music», "1+1", «Beautiful Things Can Happen», y, como reza en los créditos, «Courage to Change». El 4 de junio de 2021 se lanzaron remezclas de «Eye to Eye». La remezcla de Banx & Ranx de «1+1», con la colaboración del cantautor franco-israelí Amir Haddad, se publicó el 13 de julio de 2021.

## Composición
Music es un álbum de pop con influencias de electropop, R&B, reggae y EDM.

## Lista de canciones
Lista de canciones adaptada desde Apple Music, Qobuz.
| Music – Songs from and Inspired by the Motion Picture |                                             |                                         |                                                        |          |  |
| N.º                                                   | Título                                      | Escritor(es)                            | Productor(es)                                          | Duración |  |
| 1.                                                    | «Together»                                  | Sia Furler y Jack Antonoff              | Antonoff y Jesse Shatkin                               | 3:25     |  |
| 2.                                                    | «Hey Boy»                                   | Furler, Jesse Shatkin y Kamille         | Shatkin                                                | 2:29     |  |
| 3.                                                    | «Saved My Life»                             | Furler, Dua Lipa, Greg Kurstin y ZAAD   | Kurstin                                                | 3:55     |  |
| 4.                                                    | «Floating Through Space» (con David Guetta) | Furler y Kurstin                        | David Guetta, ZAAD, Kurstin, Mike Hawkins y Toby Green | 2:57     |  |
| 5.                                                    | «Eye to Eye»                                | Furler y Shatkin                        | Shatkin                                                | 4:19     |  |
| 6.                                                    | «Music»                                     | Furler y Christopher Braide             | Labrinth y Oliver Kraus                                | 4:58     |  |
| 7.                                                    | «1+1»                                       | Furler y Shatkin                        | Shatkin                                                | 2:58     |  |
| 8.                                                    | «Courage to Change»                         | Furler, Alecia Moore y Kurstin          | Kurstin                                                | 4:52     |  |
| 9.                                                    | «Play Dumb»                                 | Furler y Antonoff                       | Furler y Antonoff                                      | 3:03     |  |
| 10.                                                   | «Beautiful Things Can Happen»               | Furler y Matt Corby                     | Labrinth                                               | 2:50     |  |
| 11.                                                   | «Lie to Me»                                 | Furler y Shatkin                        | Shatkin                                                | 3:03     |  |
| 12.                                                   | «Oblivion» (con Labrinth)                   | Furler y Timothy McKenzie               | Labrinth                                               | 4:14     |  |
| 13.                                                   | «Miracle»                                   | Furler y Shatkin                        | Shatkin                                                | 3:18     |  |
| 14.                                                   | «Hey Boy» (con Burna Boy)                   | Furler, Shatkin, Kamille y Damini Ogulu | Shatkin                                                | 3:01     |  |
| 49:22                                                 |                                             |                                         |                                                        |          |  |

| Edición Japonesa bonus tracks |                                 |             |          |  |
| N.º                           | Título                          | Producer(s) | Duración |  |
| 15.                           | «I'm Still Here»                | Shatkin     | 4:01     |  |
| 16.                           | «Together» (Initial Talk Remix) | Antonoff    | 3:18     |  |
| 56:41                         |                                 |             |          |  |

## Recepción Crítica
En Metacritic, que asigna una puntuación normalizada sobre 100 a las calificaciones de las publicaciones, el álbum recibió una puntuación Media ponderada de 57 basada en 6 reseñas de críticos, lo que indica una respuesta "mixta o media".
Mark Richardson de The Wall Street Journal describió el álbum como «para sentirse bien», aunque «genérico». Escribiendo para Associated Press, Mark Kennedy calificó el álbum de «muy, muy bueno» y comentó que las canciones del disco muestran algunas de las composiciones «más contenidas y maduras» que Sia ha hecho. Sin embargo, afirmó que como letrista Sia «a menudo se atasca en estribillos repetitivos», lo que le parece que está presente en Music. David Smyth, del Evening Standard, calificó el álbum con 3 de 5 estrellas, y escribió que las «melodías de las canciones se pegan enseguida» y que hay "suficientes toques excéntricos". Kitty Empire de The Observer dio la misma calificación, escribiendo que el «diseño de sonido» del álbum es «excelente en todo momento», pero comentando que sería más fácil apreciar las canciones sin la controversia que rodea la película.
Hilary Hughes de Entertainment Weekly criticó el álbum, escribiendo que el tema lírico de «lenguaje motivacional» vuela «peligrosamente cerca de la inspiración porno». En la revista RIFF Magazine, Domenic Strazzabosco escribió que Music «no consigue tocar la fibra sensible», comentando que Sia ha recopilado en el álbum «una colección de canciones bastante monótona». Keith Harris, de Rolling Stone, escribió que al álbum «le falta un gran éxito» para alcanzar un "nivel competente de arte". También opinó que lo más destacado del álbum son sus canciones más alegres, como «Hey Boy», «1+1» y «Play Dumb». Nick Levine de  NME declaró que el álbum ofrece «destellos» de la «innegable grandeza» de Sia, aunque también comentó que los aspectos más destacados no son suficientes para que Music "se sienta tan vital como los esfuerzos de Sia de primera categoría".

## Personal
Créditos adaptados de Tidal y las notas del álbum.
Músicos
- Sia - Voz principal, coros
- Jack Antonoff - batería, piano (1, 9); voz de fondo, teclados, programación, sintetizador (1); Mellotron, Moog, percusión (9)
- Jesse Shatkin - bajo, programación de batería, batería, teclados, sintetizador (1, 2, 5, 7, 13, 14); programación (1, 5, 7, 13, 14), guitarra (2, 13, 14), órgano (2, 14), percusión (2, 5, 7, 13, 14), piano (5, 13), voz (13)
- Sean Kantrowitz - guitarra (2, 14)
- Greg Kurstin - bajo, batería, guitarra, piano, programación (3, 8); teclados (3, 4, 8)
- Labrinth - programación (6, 10, 12), sintetizador (6, 10), arreglo orquestal (10, 12), instrumentación (12), voces (12)
- Evan Smith - saxofón (9)
- Gustave Rudman - arreglo orquestal (10, 12)
- Burna Boy - voz (14)

Técnicos
- Serban Ghenea - mezclador (1, 2, 12, 14)
- Greg Kurstin - mezcla, ingeniero (3, 4)
- John Hanes - ingeniero de mezclas (1, 2, 14)
- Chris Gehringer - ingeniero de masterización (1-3, 8, 14)
- Jesse Shatkin - engineer (1, 2, 5, 7, 11, 13, 14)
- Laura Sisk - ingeniero (1, 9)
- Julian Burg - ingeniero (3, 4, 8, 9), ingeniero adicional (14)
- Labrinth - ingeniero (6, 10, 12)
- Sam Dent - ingeniero adicional (1, 2, 5, 7, 11, 13, 14)
- Suzy Shinn - ingeniero adicional (14)
- John Rooney - ingeniero asistente (1, 9)
- Jon Sher - ingeniero asistente (1, 9)
- David Williams - grabación vocal adicional (8)
- Robbie Nelson - ingeniero de orquesta (12)

Dirección y diseño
- Jonathan Daniel - dirección
- David Russell - dirección
- Bob McLynn - dirección
- Jack Staniland - Diseño de la portada
- Goodwork Studio - embalaje del álbum

## Charts

### Weekly charts
| Chart (2021)                       | Peak position |
| ---------------------------------- | ------------- |
| Australia (ARIA)                   | 12            |
| Austria (Ö3 Austria)               | 49            |
| Bélgica (Ultratop flamenca)        | 111           |
| Bélgica (Ultratop valona)          | 22            |
| Canadá (Billboard Canadian Albums) | 88            |
| República Checa (ČNS IFPI)         | 72            |
| Países Bajos (Album Top 100)       | 29            |
| Francia (SNEP)                     | 29            |
| Alemania (Offizielle Top 100)      | 28            |
| Hungría (MAHASZ)                   | 29            |
| España (PROMUSICAE)                | 45            |
| Japón (Billboard Japan)            | 36            |
| Japón (Oricon)                     | 45            |
| Lituania (AGATA)                   | 69            |
| Noruega (VG-lista)                 | 20            |
| Polonia (ZPAV)                     | 50            |
| Escocia (Scottish Albums Chart)    | 70            |
| Suiza (Schweizer Hitparade)        | 5             |
| Reino Unido (UK Albums Chart)      | 90            |
| Estados Unidos (Soundtrack Albums) | 8             |

### Year-end charts
| Chart (2021)                 | Position |
| ---------------------------- | -------- |
| Países Bajos (Album Top 100) | 82       |

## Historial de Lanzamiento
| País   | Fecha                 | Formatos                                  | Discográfica            | Ref.                 |
| ------ | --------------------- | ----------------------------------------- | ----------------------- | -------------------- |
| Varios | 12 de febrero de 2021 | CD, cassette, descarga digital, streaming | Monkey Puzzle, Atlantic | [ 63 ] [ 64 ]        |
| Varios | 23 de abril de 2021   | LP                                        | Atlantic                | [ 65 ] [ 66 ] [ 67 ] |